# Karataş (Sarayköy)
Karataş (türkisch für schwarzer Stein) ist ein Dorf im Landkreis Sarayköy der türkischen Provinz Denizli. Karataş liegt etwa 30 km nordwestlich der Provinzhauptstadt Denizli und 6 km nordwestlich von Sarayköy. Karataş hatte laut der letzten Volkszählung 188 Einwohner (Stand Ende Dezember 2010).